# Карл Більдт
Карл Більдт (швед. Carl Bildt; нар. 15 липня 1949, Гальмстад, Галланд, Швеція) — шведський політичний діяч, дипломат, прем'єр-міністр Швеції з 1991 року по 1994 рік. Лідер Помірної коаліційної партії Швеції з 1986 року по 1999 рік. У 1995–1997 роках займав посаду спецпредставника ЄС по колишній Югославії та Верховного представника по Боснії і Герцеговині, у 1999–2001 роках був спеціальним посланцем Генерального секретаря ООН на Балканах. З жовтня 2006 по жовтень 2014 року був міністром закордонних справ Швеції.

## Життєпис

### Перші роки
Карл Більдт народився 15 липня 1949 року у шведському місті Гальмстад, що у лені Галланд.

### Початок кар'єри
На початку кар'єри Карл Більдт займав посаду голови конфедерації шведських консервативних і ліберальних студентів. У 1979 став членом парламенту. Будучи депутатом, Карл Більдт активно вступав у гострі дебати з питань міжнародної політики, виступав проти Улофа Пальме, який на той момент був прем'єр-міністром. У 1986 році Карл Більдт був обраний лідером Поміркованої партії Модераторів. З 1991 по 1994 був прем'єр-міністром Швеції. Під час його уряду почалися переговори з питань вступу Швеції до Європейського союзу. І Більдт підписав у липні 1994 договір про вступ до ЄС.

## Ставлення до України
За даними експертного опитування, яке було проведене на початку 2015 року Інститутом світової політики Карл Більдт посів друге місце у списку найкращих лобістів України у світі.
12 січня 2015 року Карл Більдт заявив, що його надії на демократизацію в Росії не здійснилися і закликав Євросоюз захистити Україну, але не військовими, а економічними та політичними методами.

## Цікаві факти
Більдт — один із перших політиків, який активно використовував мережу інтернет. Так 4 лютого 1994 року він відправив електронний лист президенту США Біллу Клінтону, що стало першим прикладом на міжурядовому рівні спілкування. В листі він підтримав рішення Клінтона про зняття економічного ембарго з В'єтнаму. В даний час Карл Більдт широко використовує мікроблог Twitter, і кількість підписників на його сторінку перевищила 290 тисяч осіб. Він також є активним блогером, почавши свій перший блог в лютому 2005 року. В даний час його блог є одним з найбільш читаних політичних блогів в Швеції. У 2008 році Карл Більд відкрив свій канал на YouTube.
Карл Більдт відомий також своєю різкою критикою Ізраїлю.

## Звинувачення в злочинах на півдні Судану
З 1997 по 2003 рік Карл Більдт був членом ради директорів нафтової компанії «Lundin Oil» (тепер «Lundin Petrolium») яка підозрювалася в причетності до загибелі 10 тисяч та депортації близько 200 тисяч людей із південної частини Судану. У зв'язку з чим, в Стокгольмі відбулося розслідування. Опозиція в парламенті вимагала звільнення міністра закордонних справ Швеції.

## Нагороди
- Кавалер Великого хреста князя Литовського Гядимінаса (2009)
- Кавалер Великого хреста Ордена «За заслуги перед Італійською Республікою» (2009)
- Орден князя Ярослава Мудрого II ступеня (Україна, 22 серпня 2016)[4]

## Галерея

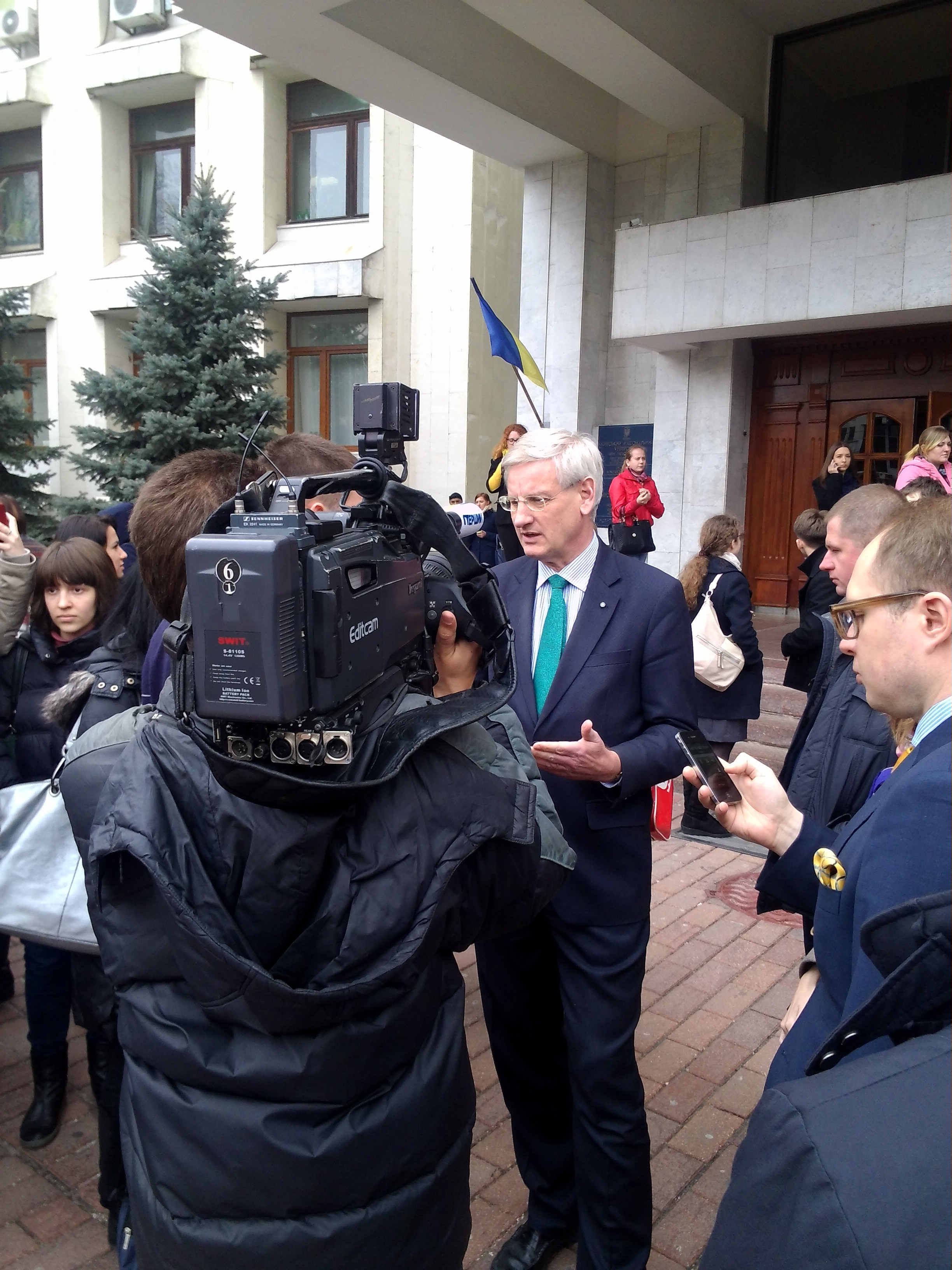
Карл Більдт дає інтерв'ю українському телеканалу у Києві
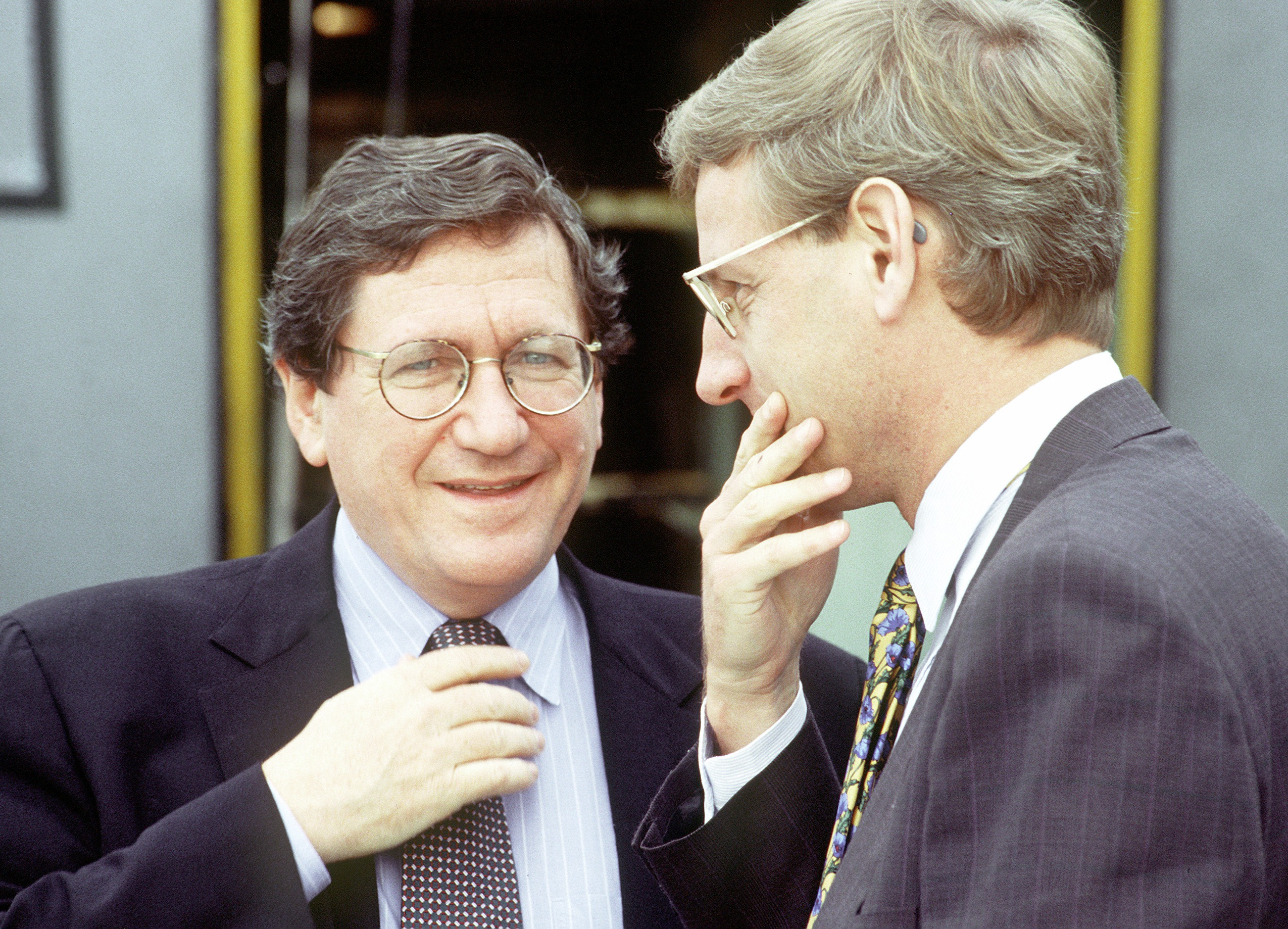
Більдт та Річард Голбрук перед мирними переговорами в Сараєво, Боснія і Герцеговина в жовтні 1995
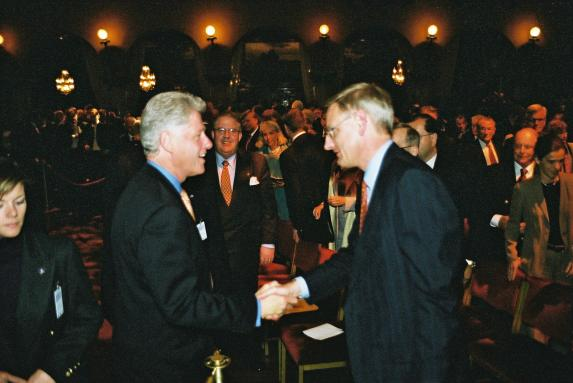
Зустріч з колишнім президентом США Клінтоном у Стокгольмі 15 травня 2011 року
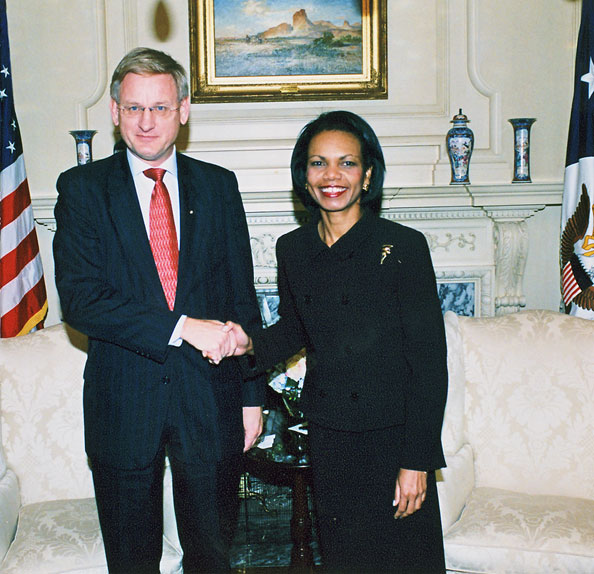
Більдт з держсекретарем США Кондолізою Райс у в окрузі Вашингтон 24 жовтня 2006 року
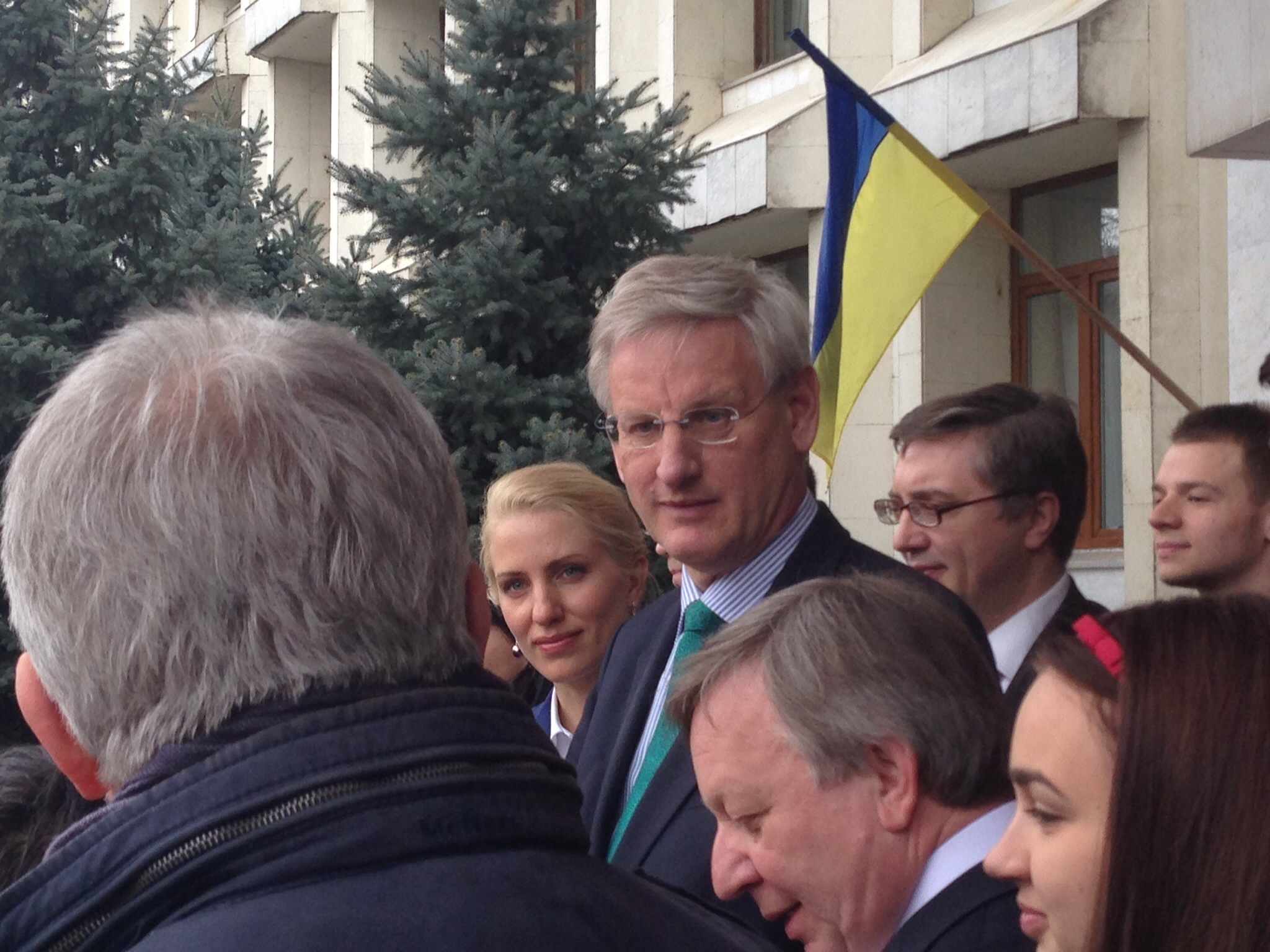
Більдт відвідує Київ 11 квітня 2014 року